# Heugas
Heugas település Franciaországban, Landes megyében. Lakosainak száma 1395 fő (2022. január 1.). Heugas Bénesse-lès-Dax, Cagnotte, Gaas, Oeyreluy, Saint-Lon-les-Mines, Saint-Pandelon, Siest és Tercis-les-Bains községekkel határos.

## Népesség
A település népességének változása:
| Lakosok száma | 876  | 1192 | 1280 | 1222 | 1298 | 1328 | 1343 | 1352 | 1371 | 1395 |
|               | 1968 | 1982 | 1990 | 2006 | 2013 | 2015 | 2017 | 2019 | 2020 | 2022 |